# Podsavezna nogometna liga Rijeka 1962./63.
Podsavezna nogometna liga Rijeka (također i kao Riječka podsavezna liga, Liga Riječkog nogometnog podsaveza, Riječko-istarska zona – Riječka skupina) je bila liga trećeg stupnja nogometnog prvenstva Jugoslavije u sezoni 1962./63. (nakon što je rasformirana dotadašnja jedinstvena liga Nogometne zone Rijeka – Pula). 
 
Sudjelovalo je 9 klubova, a prvak je bio "Orijent" iz Rijeke

## Ljestvica
| mj. | klub                       | ut. | pob. | ner. | por. | gol+ | gol- | bod |
| --- | -------------------------- | --- | ---- | ---- | ---- | ---- | ---- | --- |
| 1.  | Orijent Rijeka             | 16  | 13   | 2    | 1    | 47   | 12   | 28  |
| 2.  | Lokomotiva Rijeka          | 16  | 10   | 3    | 3    | 43   | 12   | 23  |
| 3.  | Goranin Delnice            | 16  | 6    | 4    | 6    | 32   | 24   | 16  |
| 4.  | Nehaj Senj                 | 16  | 6    | 3    | 7    | 34   | 32   | 15  |
| 5.  | Naprijed Hreljin           | 16  | 6    | 3    | 7    | 23   | 29   | 15  |
| 6.  | Grobničan (Cernik – Čavle) | 16  | 5    | 3    | 8    | 32   | 38   | 13  |
| 7.  | Klana                      | 16  | 4    | 5    | 7    | 32   | 46   | 13  |
| 8.  | Mladost Kraljevica         | 16  | 5    | 2    | 9    | 35   | 48   | 12  |
| 9.  | Crikvenica                 | 16  | 1    | 7    | 8    | 17   | 43   | 9   |

## Rezultatska križaljka
| kratica | klub                       | CRI | GOR | GRO | KLA | LOK | MLA | NAP | NEH | ORI |
| --- | -------------------------- | --- | --- | --- | --- | --- | --- | --- | --- | --- |
| CRI | Crikvenica                 |     |     |     |     |     |     |     |     |     |
| GOR | Goranin Delnice            |     |     |     |     |     |     |     |     |     |
| GRO | Grobničan (Cernik – Čavle) |     |     |     |     |     |     |     |     |     |
| KLA | Klana                      |     |     |     |     |     |     |     |     |     |
| LOK | Lokomotiva Rijeka          |     |     |     |     |     |     |     |     |     |
| MLA | Mladost Kraljevica         |     |     |     |     |     |     |     |     |     |
| NAP | Naprijed Hreljin           |     |     |     |     |     |     |     |     |     |
| NEH | Nehaj Senj                 |     |     |     |     |     |     |     |     |     |
| ORI | Orijent Rijeka             |     |     |     |     |     |     |     |     |     |
| |                            |     |     |     |     |     |     |     |     |     |
| podebljan rezultat - utakmice od 1. do 9. kola (1. utakmica između klubova) rezultat normalne debljine - utakmice od 10. do 18. kola (2. utakmica između klubova) rezultat nakošen - nije vidljiv redoslijed odigravanja međusobnih utakmica iz dostupnih izvora rezultat smanjen * - iz dostupnih izvora nije uočljiv domaćin susreta prekrižen rezultat - poništena ili brisana utakmica p - utakmica prekinuta 3:0 p.f. / 0:3 p.f. - rezultat 3:0 bez borbe n.i. - nije igrano |                            |     |     |     |     |     |     |     |     |     |

 Izvori: 

## Za prvaka Riječko-istarske zone
| Rudar Labin – Orijent Rijeka |  | 2:2, 0:3 |  |

## Kvalifikacije za 2. liga 1963./64.
| Orijent – Jadran Kaštel Sućurac | 2:2, 1:3 |